# Zanzibar International Film Festival

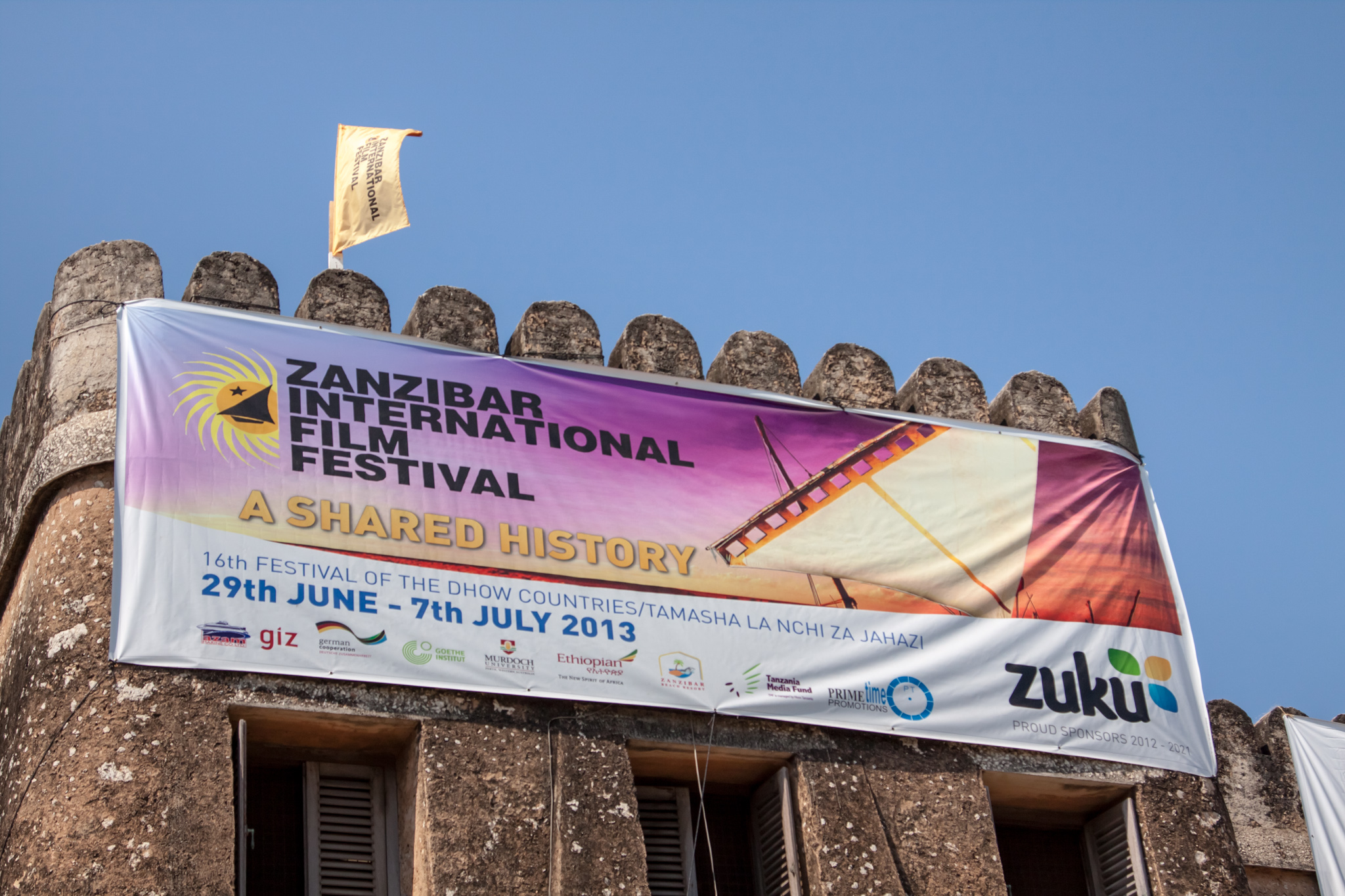
Transparent zur 16. Veranstaltung 2013

Das Zanzibar International Film Festival (abgekürzt ZIFF; Internationales Filmfestival Sansibar) ist ein seit 1998 jährlich in der ersten Julihälfte im Viertel Stone Town von Sansibar, Tansania, stattfindendes Filmfestival, das als eine der größten Kulturveranstaltungen in Ostafrika gilt. Der derzeitige Leiter des Festivals (CEO) ist der tansanische Filmemacher und Filmwissenschaftler Martin Mhando.

## Geschichte
Die Organisation hinter dem ZIFF wurde 1997 ins Leben gerufen. Im folgenden Jahr fand die erste Veranstaltung statt. Im Jahr 1999 betrug die Besucherzahl bereits rund 100.000, darunter zahlreiche Gäste aus dem Ausland.

## Programm

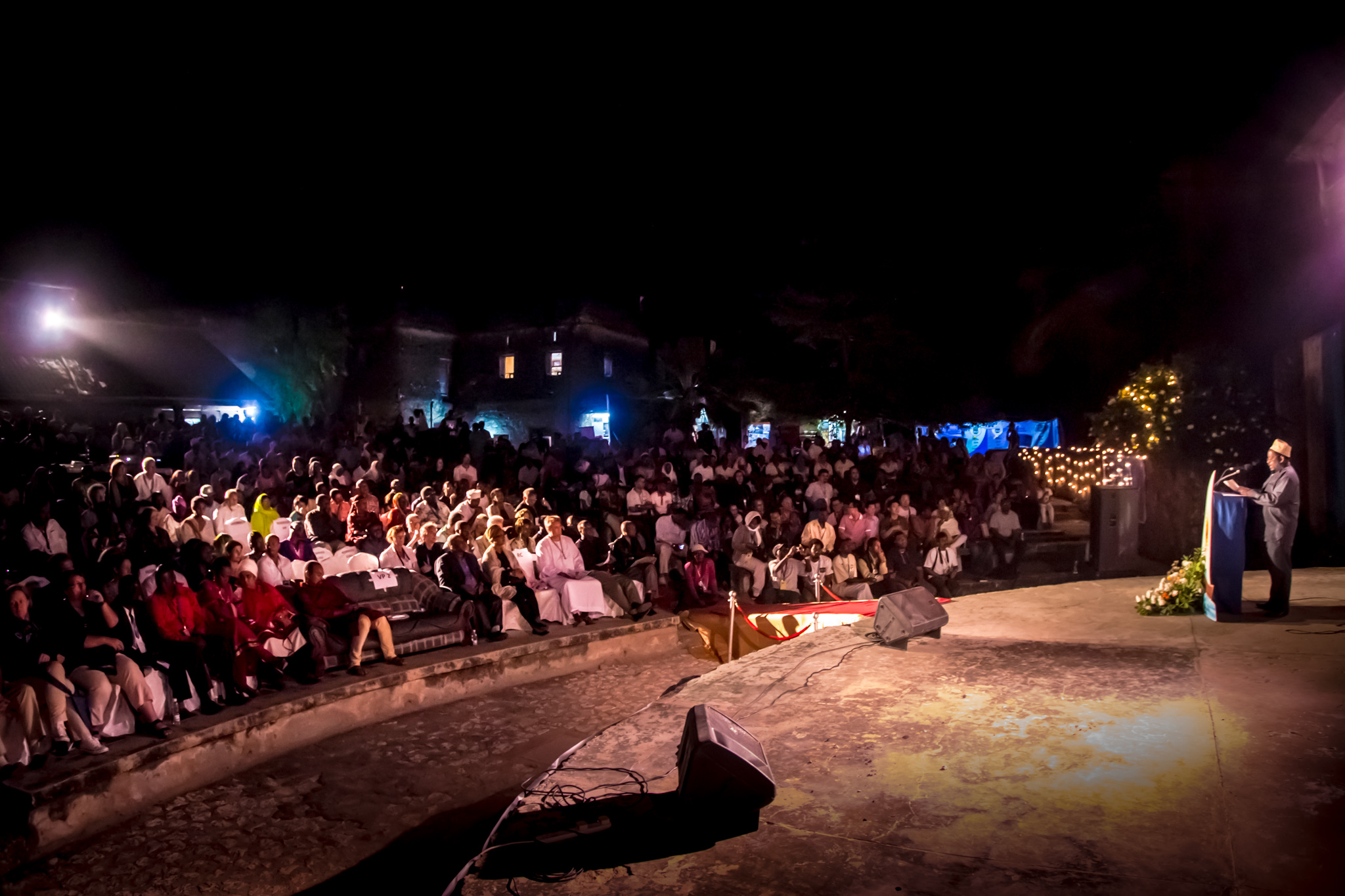
Zuschauer bei einer Abendveranstaltung, 2013

Das Festival zeigt Spiel- und Dokumentarfilme nicht nur mit speziellem Bezug zu Afrika und den Dau-Ländern (östliches Afrika, Golfregion, Südasien und die Inseln des Indischen Ozeans), sondern auch weltweit und wird von Konzerten, Ausstellungen, Workshops, Theater- und Tanzdarbietungen und einem regen Nachtleben begleitet. Freilichtvorführungen finden unter anderem in der Alten Festung von Stone Town und in den Forodhani Gardens statt. Seit 2021 gibt es auch eine Nachveranstaltung auf dem Festland Tansanias unter dem Motto ZIFF goes Mainland.

## Auszeichnungen

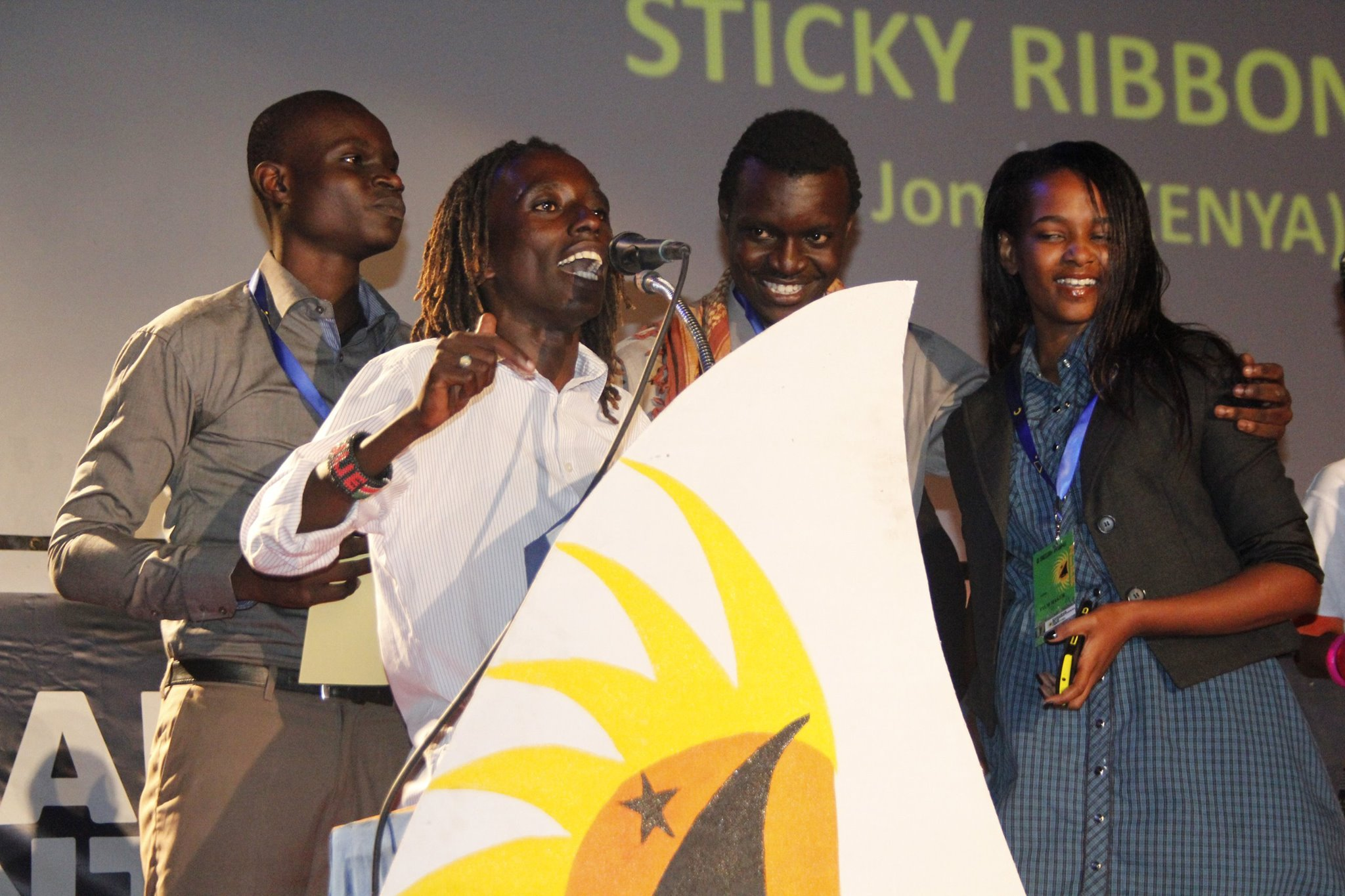
Szene von der Preisverleihung 2014

Es werden Goldene und Silberne Dhows in mehreren Kategorien verliehen, darunter bester Film des Festivals, Dokumentarfilm, Spielfilm, Kurzfilm, Animationsfilm und Filme mit regionalem und kontinentalem Bezug. Hinzu kommen Sonderpreise der Jury, darunter der Sembene Ousmane Award, sowie der UNICEF Award.
| Jahr | Film                                   | Regisseur                    | Produktionsland/-länder                 | Originalsprache(n)                     |
| ---- | -------------------------------------- | ---------------------------- | --------------------------------------- | -------------------------------------- |
| 1998 | Maangamizi: The Ancient One            | Martin Mhando, Ron Mulvihill | Tansania/Vereinigte Staaten             | Swahili, Englisch                      |
| 2000 | Jinnah                                 | Jamil Dehlavi                | Pakistan                                | Englisch, Urdu                         |
| 2001 | Bawandar (The Sand Storm)              | Jagmohan Mundhra             | Indien                                  | Hindi, Rajasthani, Englisch            |
| 2004 | Maargam (The Path)                     | Rajiv Vijay Raghavan         | Indien                                  | Malayalam                              |
| 2005 | Khakestar-o-Khak (Earth and Ashes)     | Atiq Rahimi                  | Afghanistan                             | Dari                                   |
| 2006 | L’Appel Des Arenes (Wrestling Grounds) | Cheikh Ndiaye                | Senegal/Marokko/Burkina Faso/Frankreich | Wolof, Französisch                     |
| 2007 | Juju Factory                           | Balufu Bakupa-Kanyinda       | Demokratische Republik Kongo            | Französisch                            |
| 2008 | Ezra                                   | Newton I. Aduaka             | Nigeria/Frankreich                      | Englisch                               |
| 2009 | Jerusalema                             | Ralph Ziman                  | Südafrika                               | Englisch, isiZulu, isiXhosa, Afrikaans |
| 2010 | Themba – A Boy Called Hope             | Stefanie Sycholt             | Südafrika                               |                                        |
| 2011 | The Rugged Priest                      | Bob Nyanja                   | Kenia                                   | Englisch                               |
| 2012 | Uhlanga: The Mark                      | Ndaba Ka Ngane               | Südafrika                               | isiZulu                                |
| 2013 | Golchereh                              | Vahid Mousaia                | Iran                                    | Farsi                                  |
| 2014 | Half of a Yellow Sun                   | Biyi Bandele                 | Vereinigte Staaten                      | Englisch                               |
| 2015 | Wazi ?FM                               | Vincenzo Cavallo             | Kenia                                   | Englisch, Somali, Swahili              |
| 2016 | Watatu                                 | Nick Reding                  | Kenia                                   | Swahili                                |
| 2017 | Noem My Skollie                        | Daryne Joshua                | Südafrika                               | Afrikaans                              |
| 2018 | Supa Modo                              | Likarion Wainaina            | Kenia/Deutschland                       | Swahili                                |
| 2019 | Fatwa                                  | Mohamed Ben Mahmoud          | Tunesien/Belgien/Frankreich             | Arabisch                               |
| 2021 | Binti                                  | Seko Shamte                  | Tansania                                | Englisch, Swahili                      |
| 2022 | Vuta N’Kuvute                          | Amil Shivji                  | Tansania/Südafrika/Deutschland/Katar    | Swahili, Englisch                      |

## Partnerorganisationen
Unter den Partnern und Förderern des Festivals sind die Europäische Union, die Deutsche Gesellschaft für Internationale Zusammenarbeit, die Schweizer Botschaft in Tansania, mehrere Botschaften weiterer europäischer Länder und die DW Akademie.
Eine Zusammenarbeit besteht ferner mit dem belgischen Festival Elles Tournent, das seit 2008 in Brüssel stattfindet.